# انبعاث تلقائي
الإشعاع التلقائي هي ظاهرة اشعاع تلقائية تصدر من الذرات أو الجزيئات أو أنوية الذرات عندما تكون في حالة إثارة وتعود إلى حالة طاقة كمومية أقل من حالة الاثارة ويكون الإشعاع في هيئة فوتون أي شعاع كهرومغناطيسي.وتلاحظ تلك الظاهرة كثيرا في حياتنا اليومية وفي الطبيعة، فالأشعة الشمسية وضوء النجوم، ونور المصابيح وضوء الشاشة التلفزيونية، كل تلك الأنواع من الأشعة هي اشعاع تلقائي. وهذا يختلف عن الاصدار المحفز الذي نعمل على اصداره بالتأثير على الذرات أو الجريئات بموثرات خارجية، مثلما في إصدار الأشعة السينية أو أشعة الليزر.

## مقــدمة
عندما تكون الذرة في حالة إثارة أي في مستوي طاقة عال {\displaystyle E_{2}} فقد تشع تلقائيا بالهبوط إلى مستوي طاقة منخفض (أو المستوي الأرضي) ولتكن طاقته {\displaystyle E_{1}}، ويتم ذلك بأصدار فرق الطاقتين على هيئة فوتون. ويتميز هذا الفوتون بتردد زاوي {\displaystyle \omega } angular frequency وطاقته تبلغ {\displaystyle \hbar \omega }:
{\displaystyle E_{2}-E_{1}=\hbar \omega }
حيث:
{\displaystyle \hbar } ثابت بلانك المصغر (أي المقسوم على 2π):
{\displaystyle \hbar ={\frac {h}{2\pi }}\,}
ويكون طور موجة الفوتون عشوائيا ويمكن أن يكون في أي اتجاه، بعكس ما يحدث في حالة الإشعاع المحفز. ويوضح الرسم أسفله ثلاثة مراحل الإصدار من اليسار إلى اليمين.
بافتراض أن عدد الذرات المثارة {\displaystyle N}، يكون معدل اصدارها للفوتونات:
{\displaystyle {\frac {\partial N}{\partial t}}=-A_{21}N}
حيث:
{\displaystyle A_{21}} معدل الإشعاع التلقائي.
و {\displaystyle A_{21}} هو ثابت مميز لهذا الانتقال بالذات بين الحالتين المثارة والمنخفضة. ويسمى هذا الثابت المعامل A لأينشتاين  ووحدته هي 1/ثانية.
وبحل المعادلة السابقة نحصل على:
{\displaystyle N(t)=N(0)e^{-A_{21}t}=N(0)e^{-\Gamma _{rad}t}}
حيث:
{\displaystyle N(0)} عدد الذرات الموجودة في حالة الإثارة المذكورة،
{\displaystyle t} الزمن
{\displaystyle \Gamma _{rad}} معدل اشعاع ذلك الانتقال، ووحدته 1/ثالية.
وتتحلل عدد الحالات المثارة طبقا ً للدالة الأسية الطبيعية exp مع الزمن، وهذا مماثل للتحلل في النشاط الاشعاعي. فبعد مرور مدة العمر لهذا الانتقال ينخفض عدد الذرات التي ما زالت في حالة اثارة إلى 36.8 % (= {\displaystyle {\frac {1}{e}}}) من عددها الاصلي. ويتناسب معدل الإشعاع {\displaystyle \Gamma _{rad}} تناسبا عكسيا مع وقت العمر {\displaystyle \tau _{12}}:
{\displaystyle A_{21}=\Gamma _{12}={\frac {1}{\tau _{21}}}}